# Tyler Haws
Martin Tyler Haws (Bélgica, 11 de abril de 1991) es un jugador de baloncesto estadounidense que actualmente se encuentra sin equipo. Con una altura de un metro y noventa y seis centímetros, su posición en la pista es la de escolta o alero.

## Trayectoria deportiva
Formado en la Universidad Brigham Young. El alero mormón pasó dos años como misionero en Filipinas y fue el tercer máximo anotador de toda la NCAA en las filas de BYU con 22,2 puntos por partido a los que ha añadido 4,5 rebotes y 2,4 asistencias. Histórico en su Universidad, en la que ha superado en anotación a Danny Ainge y Jimmer Fredette con 2.720 puntos Sus mejores marcas anotadoras han sido 48 puntos (contra Portland Pilots) y 42 (contra Virginia Tech) en un solo partido.
Tras la universidad disputó las Ligas de Verano de la NBA y realizó diferentes workouts con LA Lakers, Memphis Grizzlies o Utah Jazz.
En 2015, el Obradoiro llega a un acuerdo con el jugador para su contratación para la temporada 2014/15, lo que sería su primera aventura europea, donde tuvo unos promedios de 7.9 puntos y 1.3 rebotes en 19 minutos por encuentro.
Tras una temporada en la liga polaca con el Anwill Wloclawek y otra en la liga canadiense con el Saint John's Edge, en julio de 2018 se incorpora a la disciplina del Levitec Huesca para disputar la temporada 2018-19 en la LEB Oro española. Completó la misma siendo uno de los jugadores más destacados de la competición, promediando 12.9 puntos, 3.6 rebotes y 1.9 asistencias.
El 5 de febrero de 2020, pasa a reforzar el RETAbet Bilbao Basket, para suplir la lesión de Jaylon Brown.